# Óengus Ollom
Óengus Ollom (neuirisch Aongus Ollamh, deutsch „Óengus, der Gelehrte“) war nach mittelalterlichen irischen Legenden ein irischer Hochkönig. Óengus Ollom war Sohn des Ailill und Enkel des Labraid Loingsech. Er erlangte die Macht, nachdem er seinen Vorgänger Mug Corb getötet hatte, und herrschte 18 Jahre, bis er von Irereo, Sohn des Meilge Molbthach, getötet wurde. Laut der  Lebor Gabála Érenn fiel seine Herrschaft in die gleiche Zeit wie die des Ptolemaios III. (246–222 v. Chr.). Geoffrey Keatings Chronik Foras feasa ar Éirinn datiert seine Herrschaft in den Zeitraum von 355–337 v. Chr. Die Annalen der vier Meister geben eine Herrschaftszeit von 499-481 v. Chr. an.